# Ostróg (góra)
Ostróg (niem. Spitzberg, 627 m n.p.m.) – góra w południowo-zachodniej Polsce w Sudetach Środkowych na Grzbiecie Zachodnim Gór Bardzkich.

## Położenie i opis
Wzniesienie położone jest w północno-zachodniej części Gór Bardzkich, w Grzbiecie Zachodnim, w bocznym ramieniu, odchodzącym od Łysej Góry ku wschodowi i północnemu wschodowi. Jest najdalej na północ wysuniętym szczytem Gór Bardzkich. Leży na południowy zachód od miejscowości Srebrna Góra.
Jest to wzniesienie o stromych zboczach z płaskim wierzchołkiem. Na południowym zboczu poniżej fortu znajduje się grupa skałek.
Zbudowane jest z dolnokarbońskich szarogłazów, zlepieńców i łupków ilastych struktury bardzkiej oraz brekcji i kataklazytów, związanych z uskokiem ograniczającym od południa blok sowiogórski.
Zbocza porasta w całości las dolnoreglowy. 
Ostróg znajduje się na obszarze Parku Krajobrazowego Gór Sowich.

## Turystyka
Na szczycie położony jest "Fort Ostróg" – fort pomocniczy Twierdzy Srebnogórskiej z lat 1763-1777. W forcie w czasie II wojny światowej znajdował się niemiecki obóz karny dla oficerów wziętych do niewoli o ciężkich warunkach Oflag VIIIB (niem. Oflag VIIIB Silberberg). Przy wejściu wmurowane tablice upamiętniające o istnieniu obozu. Z obozu mimo ciężkich warunków i ścisłego nadzoru uciekło trzech polskich oficerów.
W chwili obecnej fort jest ponownie udostępniony do zwiedzania. Oprowadza żołnierz pruskiego regimentu i prezentuje m.in. wystrzał z pruskiego moździerza. Obecny dzierżawca przeprowadził prace częściowo zabezpieczające fort. Część kazamat została oczyszczona, z korony fortu usunięto stare domki letniskowe, wyczyszczono fosy i mury. W forcie organizowane są imprezy integracyjne dla firm oraz biesiady historyczne.
Na wschodnim stoku góry znajduje się stadnina oraz startowisko paralotniowe używane przy wiatrach północno-wschodnich.